# Eva Longoria
Eva Jacqueline Longoria (Corpus Christi, Texas, 15 de març de 1975) és una actriu estatunidenca, coneguda per la seva interpretació del personatge Gabrielle Solís a la sèrie de televisió Desperate Housewives.

## Primers anys
Eva Jacqueline Longoria va néixer a Corpus Christi, Comtat de Nueces, Texas, filla d'Enrique Longoria i Ella Eva Mireles.

## Filmografia
| Any  | Pel·lícula                                | Personatge                |
| ---- | ----------------------------------------- | ------------------------- |
| 2000 | Beverly Hills, 90210                      | Assistent de vol          |
| 2000 | General Hospital                          | Brenda Barrett Lookalike  |
| 2003 | The Young and the Restless                | Isabella Brana Williams   |
| 2003 | Snitch'd                                  | Gabby                     |
| 2003 | Dragnet                                   | Detectiu Gloria Duran     |
| 2004 | Señorita Justice                          | Detectiu Roselyn Martínez |
| 2004 | The Dead Will Tell                        | Jeanie                    |
| 2004 | Carlita's Secret                          | Carlita/Lexus             |
| 2004 | Desperate Housewives                      | Gabrielle Solis           |
| 2005 | Hustler's Instinct                        | Vanessa Santos            |
| 2005 | Harsh Times: Vides al límit (Harsh Times) | Sylvia                    |
| 2006 | George López                              | Brooke                    |
| 2006 | The Sentinel                              | Jill Marum                |
| 2007 | The Heartbreak Kid                        | Consuela                  |
| 2008 | Over Her Dead Body                        | Kate                      |
| 2008 | Lower Learning                            | Rebecca Seabrook          |
| 2008 | Children's Hospital                       | La nova cap               |
| 2011 | Cristiada                                 | Tulita                    |
| 2012 | Foodfight!                                | Lady X                    |
| 2012 | The Baytown Outlaws                       | Celeste Martin            |
| 2012 | Crazy Kind of Love                        | Marion Hughes             |
| 2013 | A Dark Truth                              | Mia Francis               |
| 2013 | In a World...                             | Ella mateixa              |
| 2013 | Out of the Blue                           | Diana                     |
| 2014 | Frontera                                  | Paulina Ramirez           |
| 2015 | Any Day                                   | Jolene                    |
| 2015 | Visions                                   | Eileen                    |
| 2016 | Lowriders                                 | Gloria Alvarez            |
| 2016 | Un Cuento de Circo & A Love Song          | Angela                    |
| 2018 | Overboard                                 | Theresa                   |
| 2018 | Dog Days                                  | Grace                     |
| 2019 | Dora and the Lost City of Gold            |                           |
| 2024 | Tierra de mujeres                         | Gala                      |

## Premis i nominacions

### Nominacions
- 2006. Globus d'Or a la millor actriu en sèrie de televisió musical o còmica per Desperate Housewives